# Loot
Pour les articles homonymes, voir Loot (homonymie).

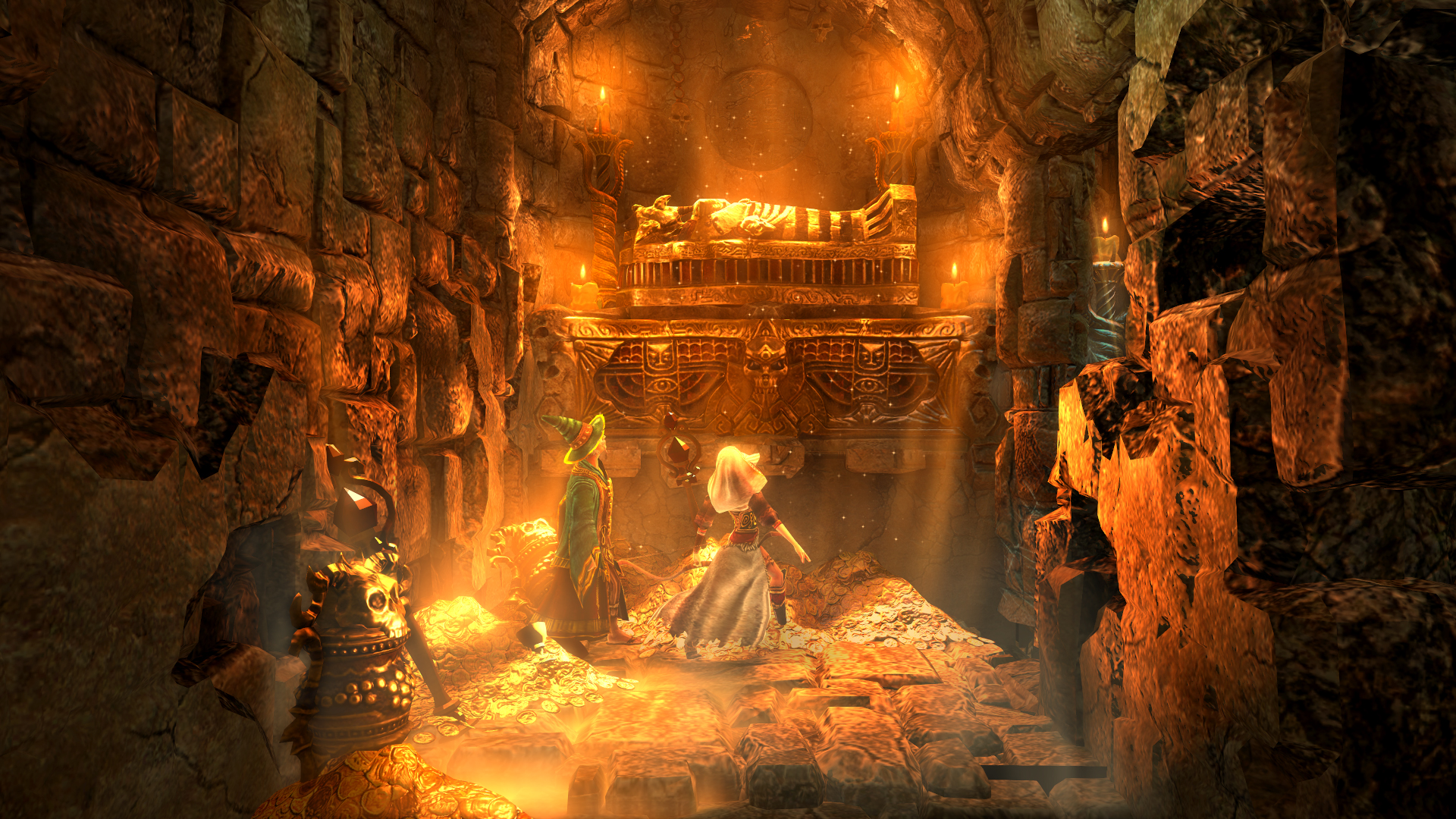
la chambre de stockage dans un jeu vidéo.

Le loot (terme anglais signifiant « butin ») désigne, dans les jeux vidéo, et plus particulièrement les RPG, les MMORPG ou les MUD, les récompenses qu'un ennemi vaincu laisse à terre, ou encore les objets qu'un joueur obtient en ouvrant un coffre aux trésors, par exemple. Le verbe « looter », emprunté à l’anglais to loot, désigne l'action de ramasser un trésor ou de fouiller un cadavre pour récupérer les objets qu’il porte.  Le loot sert de récompense au joueur pour avoir progressé dans le jeu et peut être d'une qualité supérieure aux objets achetables en jeu. Il peut aussi faire partie d'un système d'amélioration permanente des capacités du joueur.

## Rôle
Les premiers jeux de rôle sur ordinateur, tels que la série Gold Box de Strategic Simulations, récompensaient la progression du joueur par du loot, qui était généralement prédéfini dans le code du jeu. Les jeux récents ont tendance à générer le loot aléatoirement ou procéduralement ; les meilleurs loot, tels que des armes plus puissantes ou des armures plus résistantes, sont obtenus à l'issue de défis plus difficiles. Les jeux de genre roguelike ont introduit les butins aléatoires et le jeu Diablo de Blizzard Entertainment l'a popularisé,. Le joueur peut également trouver des objets fixes, essentiels pour la progression dans le jeu, en même temps que le butin aléatoire.

## Multijoueur
- Si vous ne connaissez pas le sujet, laissez ce bandeau (vous pouvez alors contacter les auteurs).
- Si vous supprimez le contenu mis en cause (vous pouvez préalablement contacter les auteurs),

argumentez précisément cette suppression dans la page de discussion
(un manque de référence n'est pas un argument ; une recherche réelle de référence doit avoir été effectuée, être formellement documentée).
Lorsque plusieurs joueurs coopèrent pour combattre un ennemi, la question de la répartition du loot peut être une source de conflit : chaque joueur n’a pas forcément contribué autant que les autres à la victoire, et tous les personnages des joueurs n’ont pas forcément un accès équitable au loot, en fonction de leur position par rapport à l’endroit où apparaît celui-ci : ainsi, il peut arriver qu’un joueur se précipite sur le loot commun et prenne tout pour lui tout seul.
C’est pourquoi de nombreux systèmes de jeu imposent des règles pour le partage des loot, par exemple en distribuant automatiquement le butin en fonction de l'implication du joueur durant le combat, ou bien en faisant en sorte que certains objets rares ne puissent être vus et pris que par un seul des joueurs du groupe. En l’absence de telles règles, il est courant que les joueurs se mettent d’accord à l’avance sur le mode de partage.
Dans le langage entre gamer, un cas de vol d'un loot est nommé ninja loot que ce soit dans le cas de ruse, vol ou récupération plus rapide. Certains joueurs développent des techniques d'extorsion et de rançonnement en cas de récupération de loot, jouant sur les interactions et abusant des modules d'échanges intégrés au sein des jeux.